# 雍城
雍城（ようじょう）は、中国の春秋時代の秦の国都。6代君主の徳公元年（前677年）から24代君主の献公2年（前383年）まで19代294年間、秦としては最も長い期間国都であった。その後櫟陽に遷都した。
1988年、中華人民共和国国務院により「秦雍城遺址」の名で、「第三次中華人民共和国全国重点文物保護単位」に認定された。